# Europride

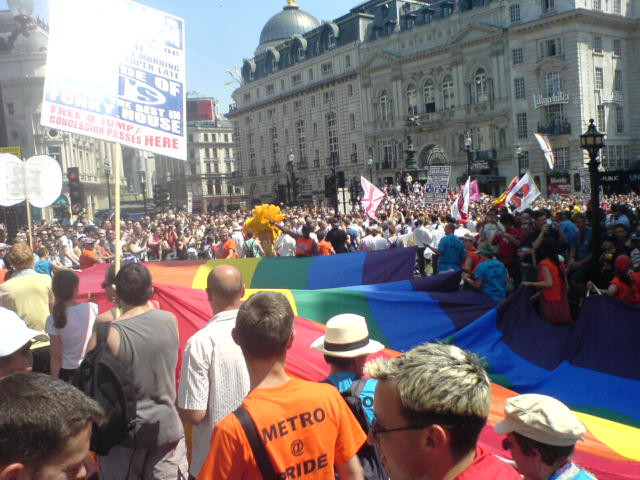
Bandiera arcobaleno a Piccadilly Circus, Londra 2006.

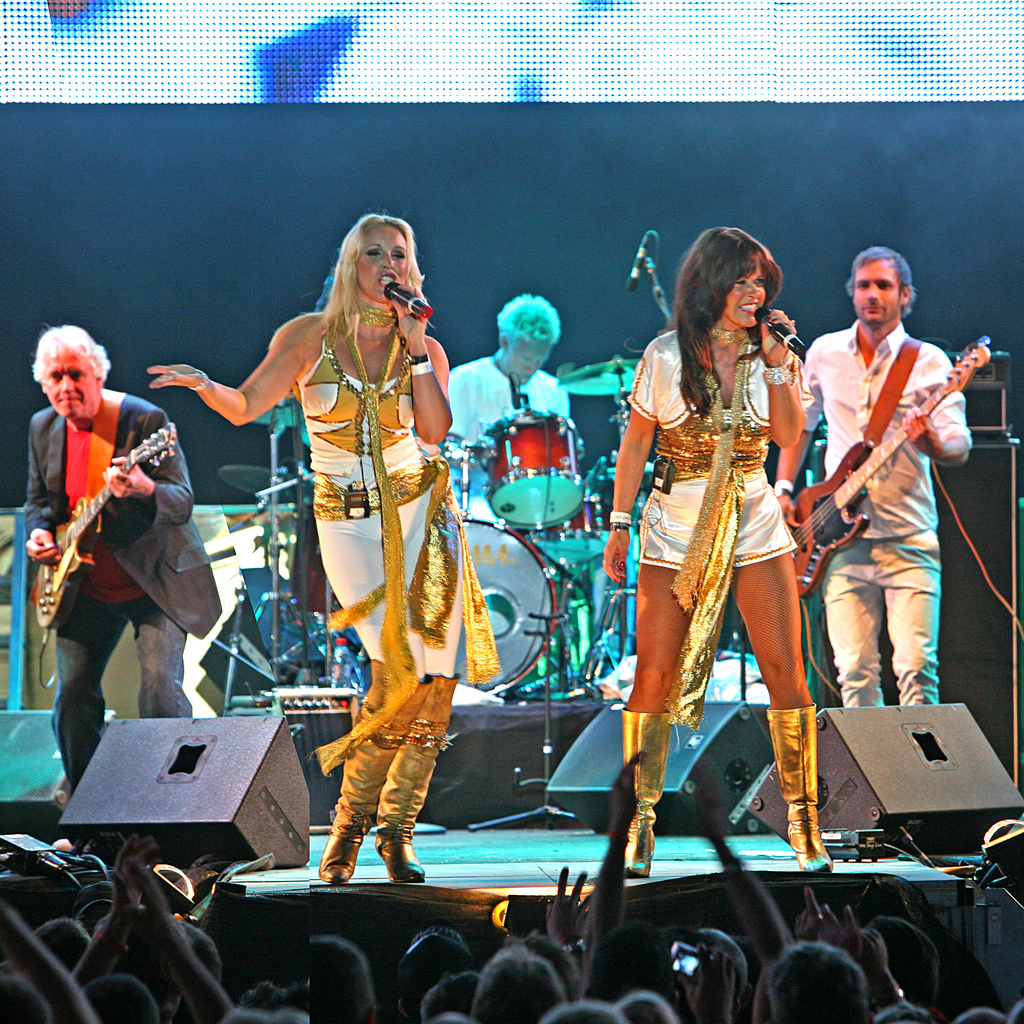
Una Tribute band degli ABBA all'Europride di Stoccolma del 2008.

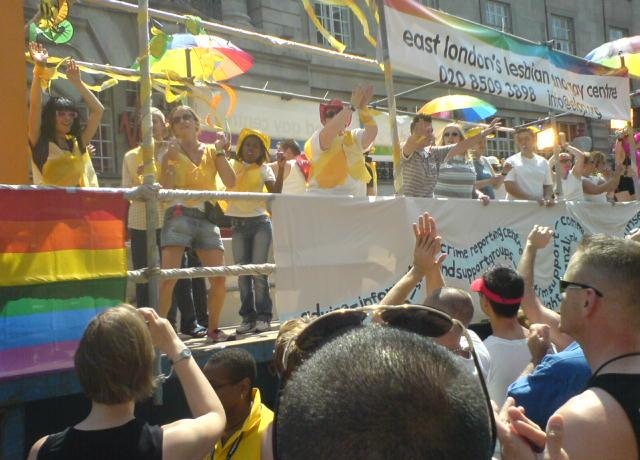
Bandiera dell'associazione londinese East London's Lesbian and Gay Centre, Londra 2006.

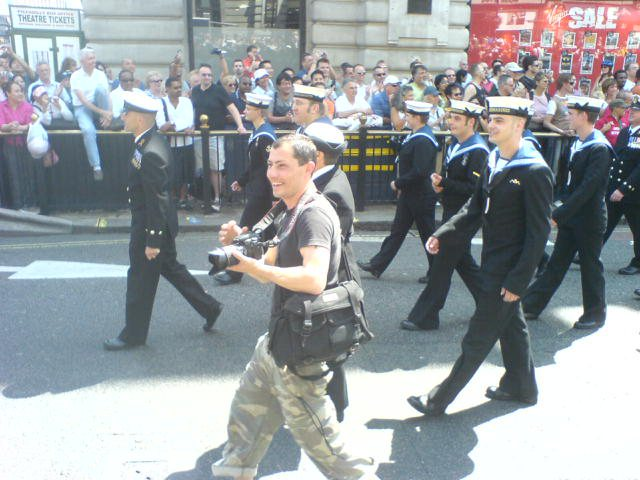
Marinai all'Europride di Londra del 2006.

L'Europride è una manifestazione dedicata alla celebrazione della giornata internazionale dell'orgoglio LGBT, che si svolge con cadenza annuale, ogni volta in una diversa città europea. Dalla sua fondazione, avvenuta nel 1992, al 2024 l'evento è stato ospitato da ventuno città, di sedici distinte nazioni. Londra la ha ospitata tre volte, Roma e Stoccolma due.
L'edizione del 2024 (la trentesima) è stata ospitata a Tessalonica dal 21 al 29 giugno 2024, dopo che alla città ellenica fosse stata revocata l'edizione 2020 per via della pandemia di COVID-19.
La città ospitante per due settimane organizza manifestazioni culturali, sportive, concerti ed eventi artistici concentrati sulle tematiche LGBT ed ospita, ogni autunno successivo alla manifestazione, la conferenza annuale dell'EPOA, (federazione che raccoglie le associazioni LGBT europee organizzatrici degli Europride e che assegna la manifestazione per gli anni successivi). Europride si conclude, in genere, con una marcia dell'orgoglio gay (Pride) e una veglia a commemorazione delle vittime dell'AIDS.

## Storia
Il primo Europride si è tenuto a Londra nel 1992, con la partecipazione stimata di circa 100 000 persone. L'anno successivo Berlino ha ospitato la manifestazione.
Nel 1994 è la volta di Amsterdam con un Europride che si lascia alle spalle un debito di almeno 450 000 euro. Nel 1996 l'Europride si sposta a Copenaghen, dove è supportato, per la prima volta da leader cittadini. L'organizzazione è un successo su tutti i fronti con un attivo di cassa finale.
Parigi ospita Europride nel 1997. Il festival ha numerosi sponsor commerciali. Nel corso della marcia finale, oltre 300 000 persone giungono fino alla Bastiglia. Stoccolma è la città ospitante di Europride nel 1998 a cui segue ancora Londra nel 1999, ma l'evento è cancellato per bancarotta dell'organizzazione.

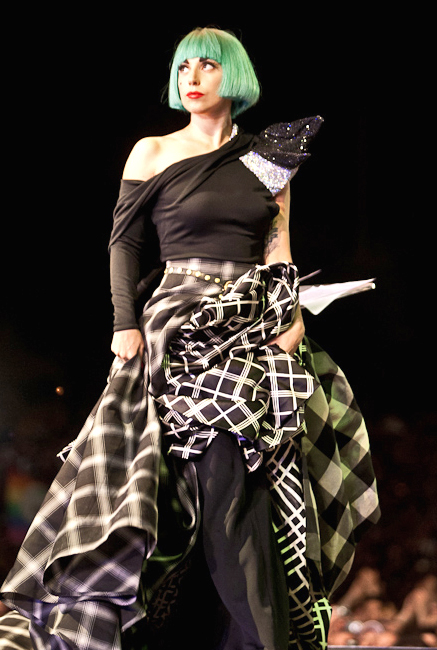
Lady Gaga all'Europride di Roma nel 2011

Nel 2000, Worldpride rimpiazza Europride. L'evento si tiene a Roma, in concomitanza con il Giubileo, ed attira persone da ogni parte del mondo: si stima una partecipazione di 500 000 persone. Dopo un'iniziale e informale supporto alla manifestazione i leader cittadini e le istituzioni ritirano il proprio appoggio a causa delle pressioni esercitate dalla Santa Sede.
Vienna ospita Europride nel 2001 attirando molte persone dall'Europa centrale e dall'Europa dell'est. Nel 2002 Colonia, in Germania, organizza il più grande Europride: i partecipanti superano il milione.
L'evento viene organizzato a Manchester, Inghilterra, nel 2003, ed Amburgo nel 2004. Oslo ospita Europride nel 2005, con Ian McKellen come ospite d'onore.
Londra ospita la manifestazione nel 2006 con due settimane di eventi culminati in una marcia che percorre per la prima volta Oxford Street, un'importante via commerciale della capitale inglese. Alla marcia partecipa il sindaco di Londra Ken Livingstone, il militante gay per i diritti umani Peter Tatchell, e l'italiana Vladimir Luxuria prima transgender eletta in un parlamento europeo. La conclusione dell'evento si è svolta in tre piazze simboliche della città: a Trafalgar Square con Ian McKellen, a Leicester Square e Soho. Quello di Londra 2006 è stato il primo Europride che ha coinvolto tutta la città in spazi pubblici.
Nel 2007, Madrid ospita Europride che si tiene alla Chueca, il quartiere gay della capitale spagnola. Madrid è scelta per l'approvazione della legge sul matrimonio gay e per l'identità di genere. Più di 1.2 milioni di persone partecipano alla parata finale. Per la prima volta nella storia di Europride il comune di Madrid finanzia le associazioni organizzatrici dell'evento.
Nel 2008, Stoccolma organizza la parata e Zurigo ospita Europride nel 2009.
Nel 2010 Europride si svolge a Varsavia, Polonia. per la prima volta l'orgoglio gay sfila in un paese dell'Europa dell'Est. Europride Varsavia chiede la legalizzazione delle unioni civili.
Nel 2011 l'Europride si tiene per la seconda volta a Roma. Ospite d'onore al concerto finale è stata Lady Gaga.
Nel 2022 viene organizzato a Belgrado e programmato per il giorno 17 settembre. Nell'agosto 2022, tuttavia, il presidente serbo Aleksandar Vučić decide di vietarlo, motivando la scelta con ragioni di sicurezza determinata dalle tensioni in Kosovo e l'emergenza legata alla crisi energetica. Kristine Garina, presidente dell'European Pride Organisers Association, ha annunciato di voler svolgere l’evento nonostante il divieto, affermando che "il diritto di fare il Pride è stato regolamentato dalla Corte Europea dei Diritti Umani come diritto umano fondamentale". L'Unione europea e varie organizzazioni attive nella difesa dei diritti umani hanno criticato la decisione di Vučić di impedire la manifestazione, mentre soddisfazione è stata espressa dalla Chiesa ortodossa serba, ostile alla promozione di diritti nei confronti della popolazione omosessuale.

## Città ospitanti
| Edizione | Anno | Luogo                | Ente organizzatore                              | Tema                                                                    | Data                        | Partecipazione                                |
| -------- | ---- | -------------------- | ----------------------------------------------- | ----------------------------------------------------------------------- | --------------------------- | --------------------------------------------- |
| 1º       | 1992 | Londra               |                                                 |                                                                         | Giugno - luglio             |                                               |
| 2º       | 1993 | Berlino              |                                                 |                                                                         | Giugno - luglio             |                                               |
| 3º       | 1994 | Amsterdam            |                                                 |                                                                         | Giugno - luglio             | circa 67.000                                  |
| —        | 1995 | –                    | Non assegnato                                   |                                                                         |                             |                                               |
| 4º       | 1996 | Copenaghen           |                                                 |                                                                         | Giugno - luglio             |                                               |
| 5º       | 1997 | Parigi               |                                                 |                                                                         | Giugno - luglio             |                                               |
| 6º       | 1998 | Stoccolma            |                                                 |                                                                         | Giugno - luglio             |                                               |
| —        | 1999 | –                    | Non assegnato                                   |                                                                         |                             |                                               |
| 7º       | 2000 | Roma                 | Circolo di cultura omosessuale Mario Mieli      | 'In Pride We Trust'                                                     | 1°-9 luglio                 | circa 500.000                                 |
| 8º       | 2001 | Vienna               |                                                 |                                                                         | Giugno - luglio             |                                               |
| 9º       | 2002 | Colonia              | Kölner Lesben- und Schwulentag eV (KLuST)       | 'Cologne celebrates diversity'                                          | 15 giugno - 7 luglio        | circa 1.200.000                               |
| 10º      | 2003 | Manchester           |                                                 |                                                                         | 15 agosto - 25 agosto       |                                               |
| 11º      | 2004 | Amburgo              |                                                 |                                                                         | 4 giugno - 13 giugno        |                                               |
| 12º      | 2005 | Oslo                 | Europride Oslo As                               |                                                                         | 18 giugno - 27 giugno       | 70-100.000                                    |
| 13º      | 2006 | Londra               |                                                 |                                                                         | Giugno - luglio             |                                               |
| 14º      | 2007 | Madrid               | Spanish LGBT Collective Organization            | 'Now Europe, Equality is possible'                                      | 22 giugno - 2 luglio        | circa 2.500.000                               |
| 15º      | 2008 | Stoccolma            | Stockholm Pride Agency                          | 'Swedish Sin Breaking Borders'                                          | 25 luglio - 3 agosto        | circa 80.000                                  |
| 16º      | 2009 | Zurigo               | EuroPride 09 Organising Association             | 'Celebrating 40 years with Pride'                                       | 2 maggio - 7 giugno         | circa 100.000                                 |
| 17º      | 2010 | Varsavia             | Equality Foundation (Fundacja Równości)         | 'Freedom, equality, tolerance!'                                         | 7 luglio - 17 luglio        | tra gli 8 000 e i 15 000                      |
| 18º      | 2011 | Roma                 | Circolo di cultura omosessuale Mario Mieli      | 'Be Proud!'                                                             | 2 giugno - 12 giugno        | 1.000.000                                     |
| 19º      | 2012 | Londra               | Pride London                                    |                                                                         | 23 giugno - 8 luglio        |                                               |
| 20º      | 2013 | Marsiglia            |                                                 | "L'Europe en marche pour l'égalité - Europe on the move for equality !" | 10 luglio - 20 luglio       |                                               |
| 21°      | 2014 | Oslo                 | Oslo Pride AS                                   |                                                                         | 20 giugno - 29 giugno       |                                               |
| 22°      | 2015 | Riga                 | LGBT and their friends association MOZAIKA      |                                                                         | 15 giugno - 21 giugno       |                                               |
| 23°      | 2016 | Amsterdam            | Stichting Amsterdam Gay Pride                   | 'JOIN our freedom, feel free to join us!'                               | 26 luglio - 7 agosto        | circa 560.000                                 |
| 24°      | 2017 | Madrid               |                                                 | 'Whoever you are Madrid loves you.'                                     | 23 giugno - 2 luglio        |                                               |
| 25°      | 2018 | Stoccolma e Göteborg |                                                 |                                                                         | 27 luglio - 19 agosto       |                                               |
| 26°      | 2019 | Vienna               |                                                 |                                                                         | 1º giugno - 16 giugno       |                                               |
| —        | 2020 | Salonicco            |                                                 | Welcome to the future, where everyone can join                          |                             | Cancellato a causa della pandemia da COVID-19 |
| 27º      | 2021 | Copenaghen           | Copenhagen Pride and Copenhagen 2021            | You Are Included                                                        | 12 agosto - 22 agosto       |                                               |
| 28º      | 2022 | Belgrado             | Belgrade Pride                                  | It's time                                                               | 12 settembre - 18 settembre |                                               |
| 29º      | 2023 | La Valletta          | Malta Pride                                     | Equality from the Heart                                                 | 7 settembre - 17 settembre  |                                               |
| 30º      | 2024 | Salonicco            | Thessaloniki Pride                              |                                                                         | 21 giugno - 29 giugno       |                                               |
| 31°      | 2025 | Lisbona              | ILGA Portugal, Variações, rede ex aequo, AMPLOS |                                                                         | 14 giugno - 21 giugno       |                                               |
| 32°      | 2026 | Amsterdam            | Pride Amsterdam                                 |                                                                         | 25 luglio - 8 agosto        |                                               |
| 33°      | 2027 | Torino               | Torino Pride                                    |                                                                         | 18 giugno - 26 giugno       |                                               |

## Galleria d'immagini

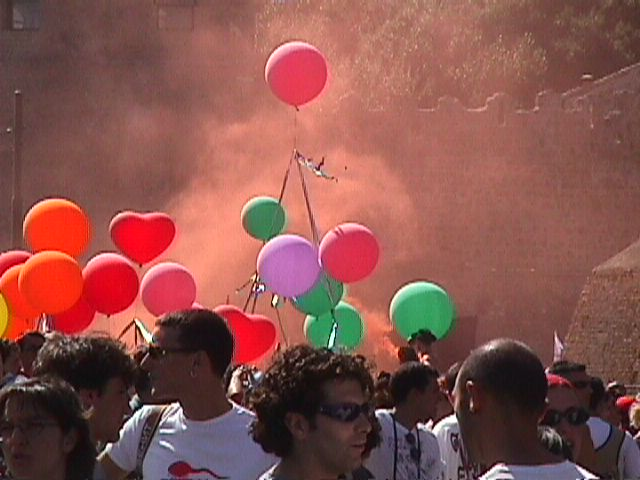
World Pride Roma 2000
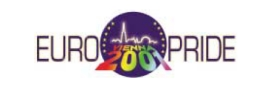
Europride Vienna 2001
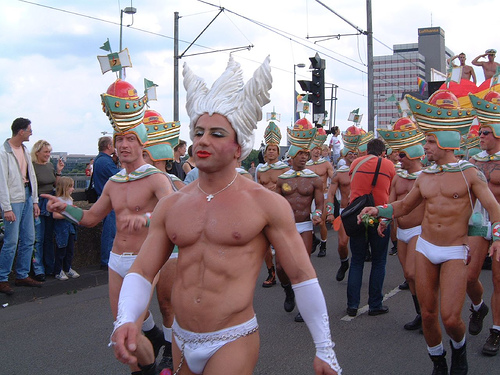
Europride Colonia 2002
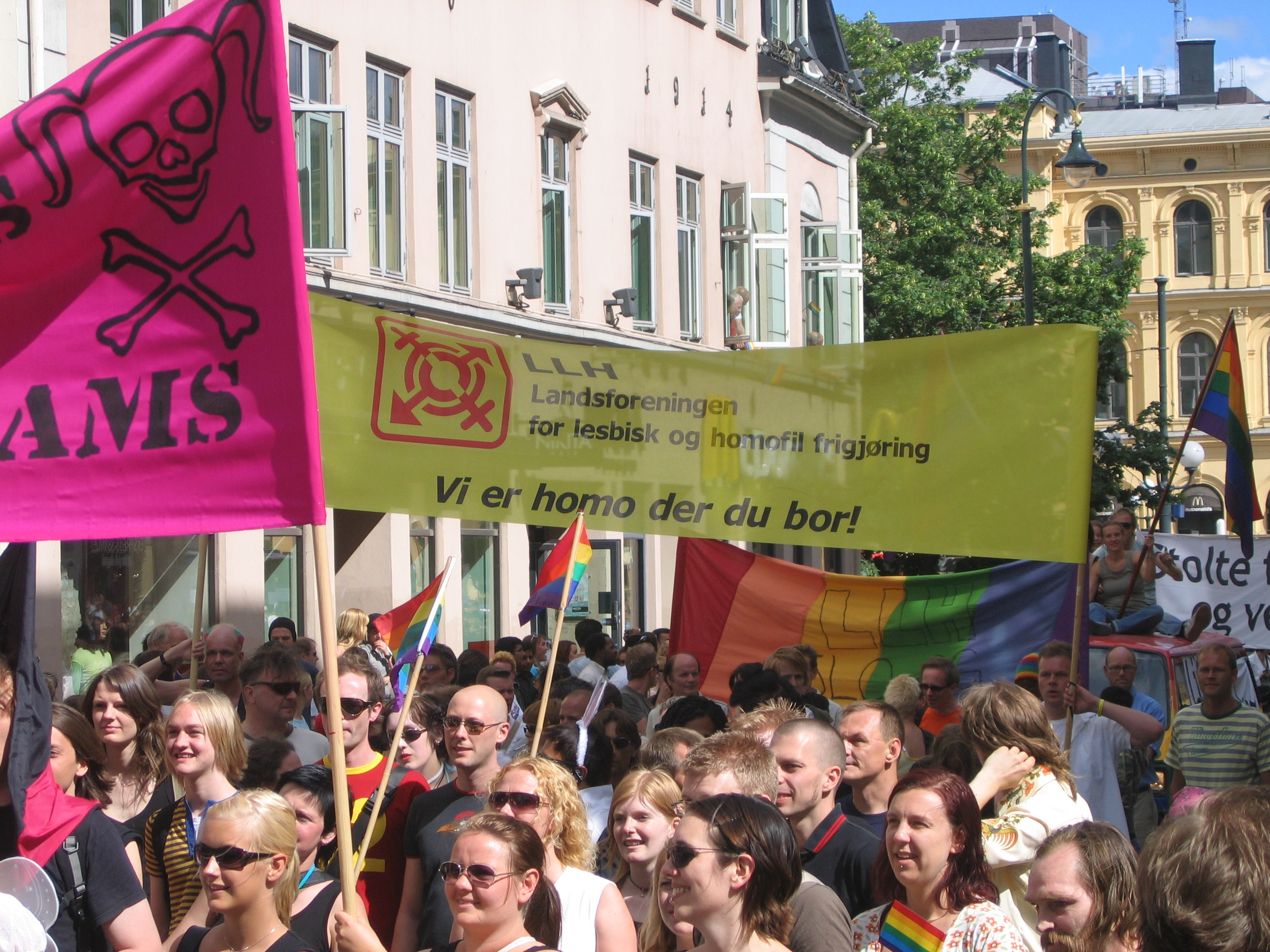
Europride Oslo 2005
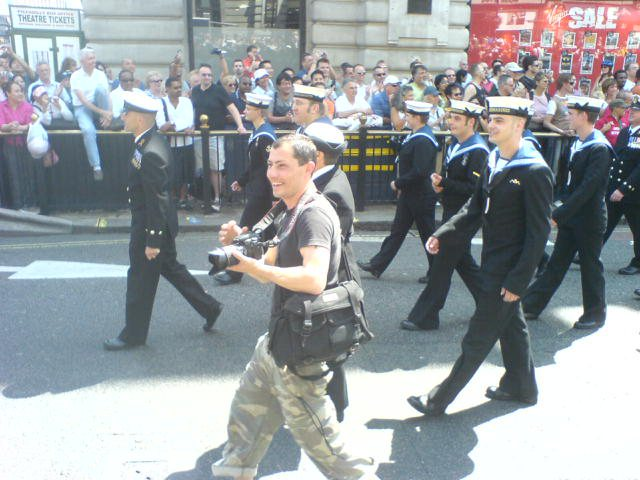
Europride Londra 2006
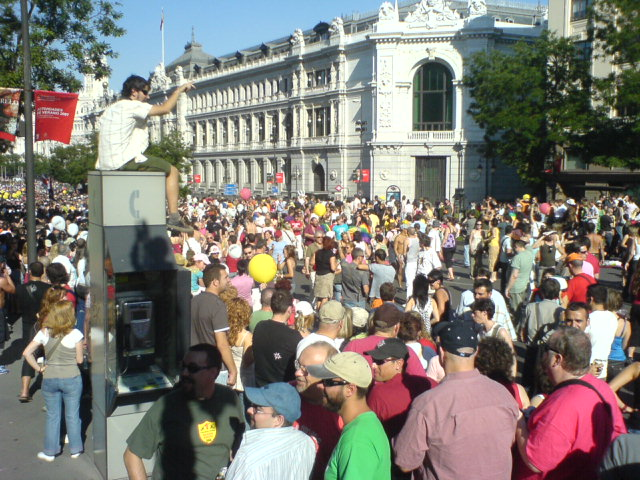
Europride Madrid 2007
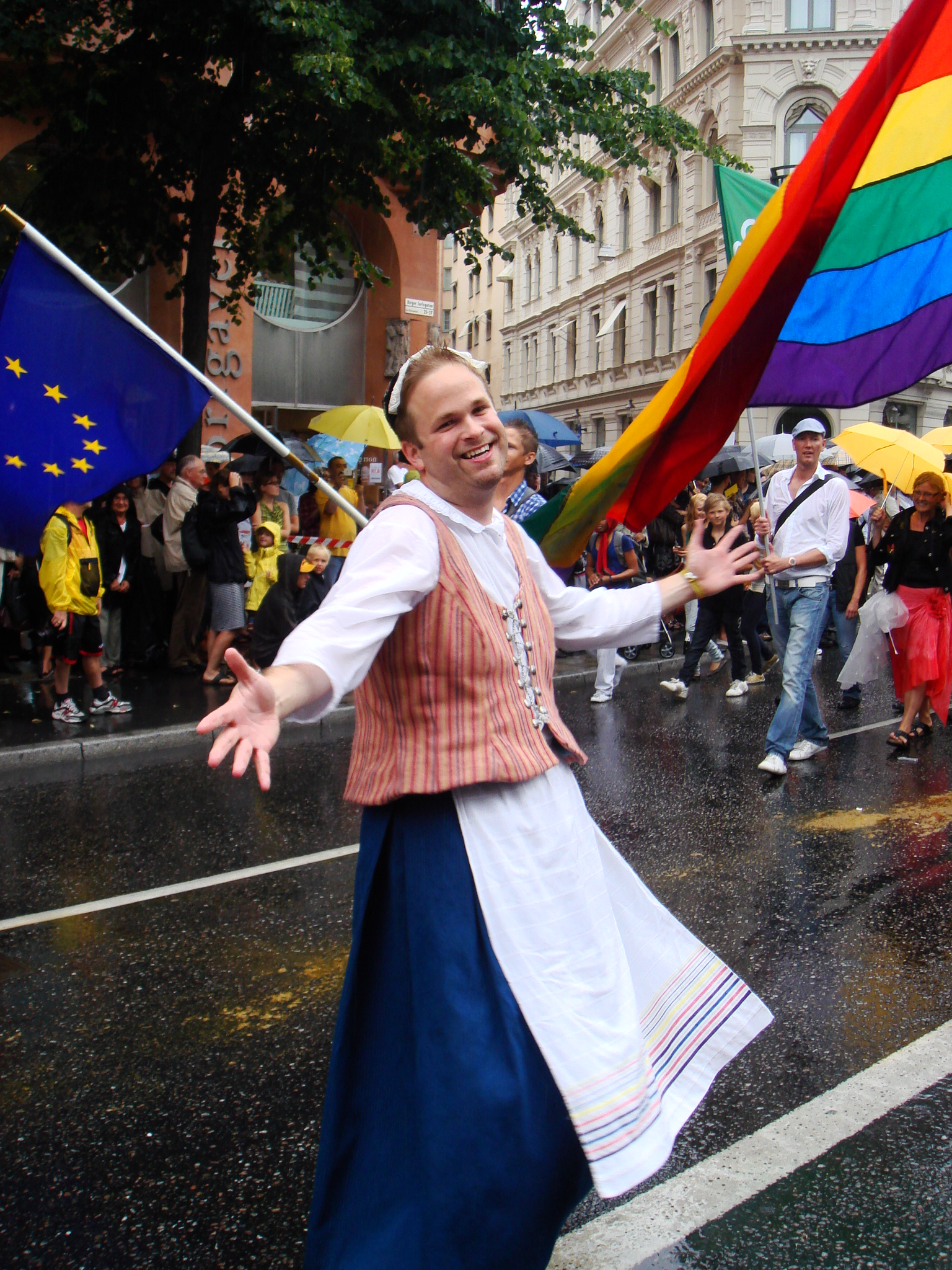
Europride Stoccolma 2008
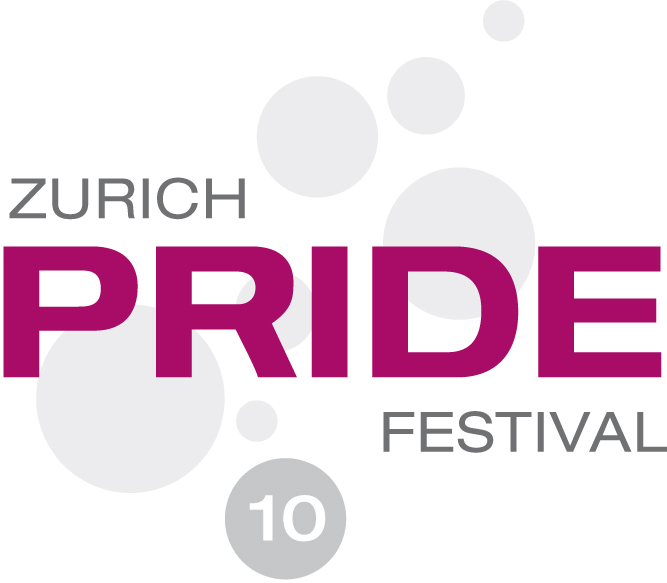
Europride Zurigo 2009
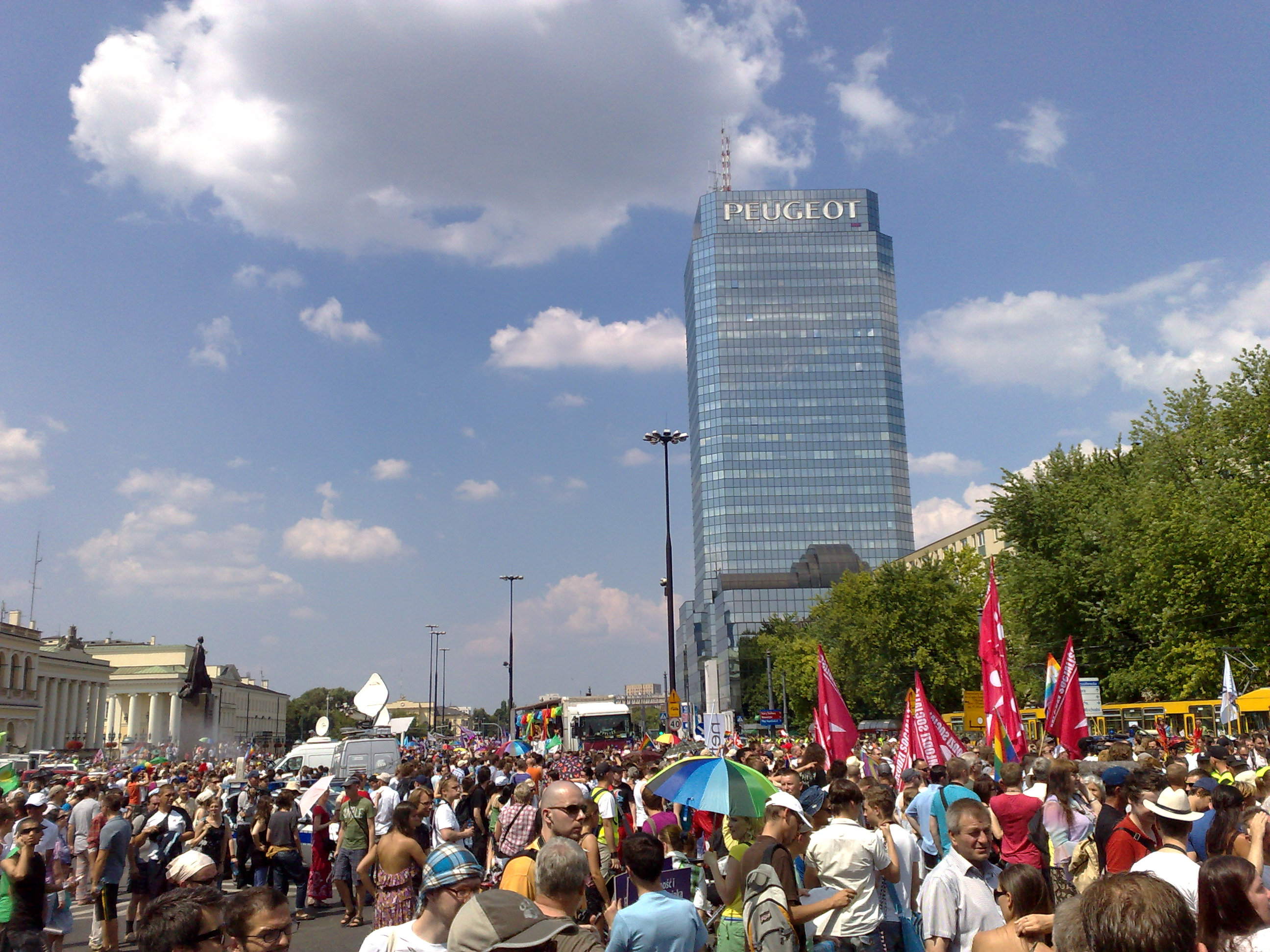
Europride Varsavia 2010
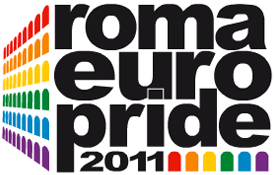
Roma Europride 2011